# 鲍里斯·卡洛夫
布利斯·卡洛夫（Boris Karloff；1887年11月23日—1969年2月2日），真实名称为William Henry Pratt，是英国的一名演员。
卡洛夫因参与恐怖片的演出而出名，尤其在1931年的《科学怪人》、1935年的《弗兰肯斯坦的新娘》和1939年的《科学怪人之子 》中饰演弗兰肯斯坦的怪物一角色最为出名。

## 评价
由于在电影和电视领域的突出贡献，布利斯·卡洛夫在好莱坞星光大道有两颗星。电影领域为藤街的1737号，电视领域为好莱坞大道的6664号。